# Linxiang
Linxiang léase Lin-Siáng (en chino:临湘市, pinyin:Línxiāng shi) es una  ciudad-condado bajo la administración directa de la ciudad-prefectura de Yueyang. Se ubica al noreste de la provincia de Hunan, sur de la República Popular China. Su área es de 1174 km² y su población total para 2015 fue de +500 mil habitantes.

## Administración
La ciudad-condado de Linxiang se divide en 13 pueblos que se administran en 3 subdistrito y 10 poblados.